# Walter Andreas Schwarz
Walter Andreas Schwarz (Aschersleben, 2 giugno 1913 – Heidelberg, 1º aprile 1992) è stato un cantante tedesco.
Ha rappresentato la Germania all'Eurovision Song Contest 1956 insieme a Freddy Quinn.